# 江戸の渦潮
『江戸の渦潮』（えどのうず）は、1978年5月4日から11月9日までフジテレビ系列にて毎週木曜日21時から21時54分に放映された全23話のテレビ時代劇。

## 概要
北町奉行所の元同心で剣豪の父（半兵衛）と、半兵衛の息子で北町奉行所の同心（純之助）、そして彼らを助ける岡っ引き（辰蔵）や長屋の住人たちが力を合わせて悪の渦潮に挑戦していく。

## スタッフ
- プロデューサー - 広岡常男、市川久夫
- 企画 - 中本逸郎
- 企画協力 - 島田一男
- 撮影 - 内海正治、宇野晋作
- 美術 - 伊東正靖
- 音楽 - 服部克久
- 殺陣 - 宇仁貫三
- プロデューサー補 - 柴田徹
- サントラ盤 - 東宝レコード
- 制作 - 東宝株式会社、フジテレビ

## キャスト
- 唐木半兵衛　小林桂樹

元同心で引退してからは、寺子屋で子供たちを教えている。冷静沈着な切れ者と人情家の面を持ち合わせている。
- 唐木純之介　古谷一行

半兵衛の息子で同心。半兵衛からは「純の字」、辰蔵からは「純さん」と呼ばれる。半兵衛とは対照的に感情的で思ったことはすぐに口に出す。
- 辰蔵　露口茂

元ヤクザの岡っ引き。冷静沈着で感情をあまり表に出さないが、悪に対する怒りと半兵衛への恩を忘れないでいる。10年前に足を洗い、半兵衛との出会いがきっかけで十手を授かる。また、漢方医から医術を学んでいるので一般人より詳しい。
- 文太　小野ヤスシ

岡っ引き。
- 梅助　小松政夫（第16話、第22話を除く）

新内流し。ふくろう長屋の住人。
- 万八　梅津栄

手相占い師。ふくろう長屋の住人。
- 入道　東野英心

坊主。ふくろう長屋の住人。
- おこま　岡江久美子（第16話、第21話、第22話を除く）

ことぶき庵の店員。ふくろう長屋の住人。
- おいね　名取裕子（第16話を除く）

茂吉の娘。
- おもん　野村昭子（第19話、第21話、第22話を除く）

唐木家の使用人。
- 茂吉　守田比呂也

おいねの父でことぶき庵の店主。

- 定　古澤カズオ

ふくろう長屋の住人。武器は楊枝。
- こはる　中森いづみ（第21話、第22話を除く）
- 金六　左とん平（第21話を除く）

魚屋。事件が起きると商売そっちのけで首を突っ込む。木製の十手を持っている。
- 倉持格之進　竜崎勝（第17話～第19話、第22話を除く）

- おつる　松原智恵子
- おみつ　志喜屋文

- ナレーター　近藤洋介

## 放映リスト
| 各話 | 放映日      | サブタイトル            | 脚本                | 監督       | ゲスト |
| ---- | ----------- | ----------------------- | ------------------- | ---------- | --- |
| 1    | 1978/ 05/04 | 父子同心                | 櫻井康裕            | 高瀬昌弘   | 村野武範、二木てるみ、藤岡重慶、 横森久、片桐竜次、田村貫、角田英介                                                                                      |
| 2    | 05/11       | 爽やかなり! 五月晴れ    | 保利吉紀            | 高瀬昌弘   | 篠ひろ子、内田朝雄、内田昌宏、堀田真三、成瀬昌彦、 根岸一正、武岡淳一、山本廉、丸山秀美、由起艶子                                                        |
| 3    | 05/18       | 命の泉いつまでも        | 保利吉紀            | 小野田嘉幹 | 松原智恵子、御木本伸介、勝部演之、西田健、三田登喜子、 市村昌治、半田晶子、 三沢もとこ、若原初子、志喜屋文、柿木恵至、那須のり子                         |
| 4    | 05/25       | 断崖に立つ男            | 保利吉紀            | 小野田嘉幹 | 珠めぐみ、小野進也、草薙幸二郎、山本昌平、原良子、 佐藤和男、新井一夫、小坂生男、土屋寛、大西芳夫                                                        |
| 5    | 06/01       | 酔いどれ十手            | 東條正年            | 小野田嘉幹 | 植木等、織本順吉、松山照夫、大林直樹、幸田宗丸、 小笠原弘、西川敬三郎、丘ゆり子、松尾文人、 上野綾子、原田千枝子、清水康博、鹿島信哉、大宮幸悦、大竹義夫 |
| 6    | 06/15       | 春風にのった母子        | 下飯坂菊馬          | 高瀬昌弘   | 桜町弘子、土屋嘉男、垂水悟郎、西川和孝、水上竜子、 富田仲次郎、川崎あかね、佐藤晟也、武田倫一                                                            |
| 7    | 未放映      | 強く咲け! 花一輪        | 下飯坂菊馬          | 小野田嘉幹 | 嶋めぐみ、蟹江敬三、松本克平、丹古母鬼馬二、 あき竹城、綾瀬桜                                                                                            |
| 8    | 06/22       | 男、涙の十手の誓い      | 東條正年            | 高瀬昌弘   | ハナ肇、浜田寅彦、久永智子(おきく)、天草四郎、 橋本仙三、鈴木実、志村幸江、山本恵子                                                                      |
| 9    | 06/29       | 日陰の花に朝が来た      | 櫻井康裕            | 高瀬昌弘   | 夏純子、待田京介、堺左千夫、香川良介、 池田生二、宇留木康二、峯田智代、吉中正一                                                                          |
| 10   | 07/06       | 五年目の対決            | 東條正年            | 児玉進     | 古手川祐子、平田昭彦、峰竜太、沖田駿一、 村田正雄、新城美奈子、田中幸四郎、大西多摩恵、 東条きよし、鈴木実、熊谷卓三、門脇三郎                           |
| 11   | 07/13       | 虹を渡る浪人            | 櫻井康裕            | 児玉進     | 横内正、堀越陽子、万里昌代、鈴木和夫、 長島隆一、竹田光裕、森下明、柿木恵至、草間璋夫                                                                    |
| 12   | 07/27       | お夏がひとり 旅立つとき | 保利吉紀            | 高瀬昌弘   | 小林千登勢、木村理恵、中井啓輔、町田祥子、外野村晋、 鮎川浩、井口恭子、 小山源喜、宮本曠二朗、吉田柳児、御影伸介、音羽久米子                             |
| 13   | 08/17       | 復讐に燃えた女          | 加瀬高之            | 高瀬昌弘   | 緑魔子、佐原健二、小島三児、北川欽三、東大路昌弘、 最上龍二郎、宮島誠、岸井あや子、 麻ミナ、鈴木俊介、北山年夫、戸塚孝、大竹義夫、都家歌六               |
| 14   | 08/24       | 純情柳河岸              | 野波静雄            | 大洲斎     | 高品格、風間杜夫、西沢利明、佐藤万理、松本敏男、 松尾文人、湊俊一、小海とよ子、小坂生男、権藤和彦                                                        |
| 15   | 09/14       | 悲しみには 愛の祈りを！ | 下飯坂菊馬          | 小野田嘉幹 | 香野百合子、高橋長英、高原駿雄、陶隆司、大下哲矢、 飯島洋美、下島哲也、武田洋和、池田生二、戸塚孝、 中村美苗、加藤茂雄                                   |
| 16   | 09/21       | 男の出会いと別れと      | 保利吉紀            | 大洲斎     | 前田吟、河津清三郎、沢井桂子、岡本茉莉、磯部勉、稲吉靖司、 幸田宗丸、早川研吉、内藤栄造、田口龍子、柿木恵至                                              |
| 17   | 09/28       | ふくろう長屋の人情      | 下飯坂菊馬 永井素夫 | 大洲斎     | 内田稔、武藤英司、前川哲男、牧よし子、永井玄哉、加藤茂雄、 大竹義夫、矢部勝彦、田島理司                                                                  |
| 18   | 10/05       | 老盗とその娘            | 内田弘三            | 小野田嘉幹 | 范文雀、今福正雄、今井健二、汐路章、原口剛、 若尾義昭、上野綾子、小海とよ子、加瀬悦孝                                                                    |
| 19   | 10/12       | 仇討ち別れ道            | 内田弘三            | 小野田嘉幹 | 新藤恵美、佐藤佑介、宮口二郎、菅貫太郎 |
| 20   | 10/19       | くたばれ! 女蕩し        | 名倉勲              | 大洲斎     | 三林京子、森下哲夫、大木正司、宗方奈美 |
| 21   | 10/26       | まじめ同心泣き笑い      | 東條正年            | 高瀬昌弘   | 中村嘉葎雄、亀井光代、清水綋治、大前均 |
| 22   | 11/02       | 老盗夜に走る            | 安倍徹郎            | 高瀬昌弘   | 辰巳柳太郎、津々井かず枝、南条みづ江、 藤森健之、吉田柳児、音羽久米子                                                                                    |
| 23   | 11/09       | 命を賭けた男たち        | 櫻井康裕            | 小野田嘉幹 | 有川博、御木本伸介、清水涼子、金井大、関川慎二 |

## 前後番組
| フジテレビ系 木曜21時台                  | フジテレビ系 木曜21時台 | フジテレビ系 木曜21時台                  |
| 前番組                                   | 番組名                  | 次番組                                   |
| ---------------------------------------- | ----------------------- | ---------------------------------------- |
| 同心部屋御用帳 江戸の旋風（第3シリーズ） | 江戸の渦潮              | 同心部屋御用帳 江戸の旋風（第4シリーズ） |